# Рутсиро
Рутсиро (руанда Akarere ka Rutsiro, англ. Rutsiro District) — один из семи районов Западной провинции Руанды. Административный центр — город Гиханго.

## География
Район находится на восточном берегу озера Киву. Площадь Рутсиро составляет 1157,3 км². Часовой пояс — UTC+2.

## Климат
Средняя температура составляет 16 °C. Самый тёплый месяц — август, при средней температуре 19 °C, а самый холодный — апрель при средней температуре 14 °C. Среднее количество осадков составляет 1043 миллиметров в год. Самый влажный месяц — март (154 мм осадков), а самый сухой — июль (33 мм осадков).

## Деление
Район разделён на 13 секторов: Бонеза, Гиханго, Кивуму, Кигейо, Манихира, Мукура, Мурунда, Мусаса, Мушоньи, Мушубати, Ньябираси, Русебея и Руханго. В 2012 году население Рутсиро составило 324 654 человек, плотность населения — 280,1 чел/км².